# Schistosoma japonicum
Espèce
Schistosoma japonicum est une espèce de ver plat parasite, appartenant à l’embranchement des Plathelminthes (vers plats non segmentés), à la classe des Trématodes (appareil digestif avec cæcum), à l’ordre des Strigeatida (ventouses ventrale et buccale), à la famille des Schistosomatidés (cercaires libres) et enfin au genre Schistosoma, car l’hôte définitif est un mammifère.
Il est responsable de la bilharziose, sous sa forme intestinale avec complications artério-veineuses.

## Définition
Schistosoma japonicum est un schistosome très proche de schistosoma mansoni et de schistosoma intercalatum, parasitant divers animaux et l'homme. Les femelles pondent leurs œufs de manière très anarchique dans les capillaires des plexus veineux profonds, déterminant la bilharziose spléno-hépatique sino-japonaise.

## Répartition géographique et importance
Bien que limité strictement à l'Extrême-Orient (Japon, Corée, Chine et Philippines), S. japonicum tire son importance de la haute gravité des affections hépato-spléniques qui sont la règle dans cette bilharziose.

## Morphologie
Les adultes diffèrent très peu de ceux de S. mansoni et S. intercalatum.

## Biologie
Ils vivent à la fois dans le système porte et les artères pulmonaires. Les femelles gravides migrent normalement vers le réseau veineux mésentérique pour pondre des œufs caractéristiques, petits et presque ronds, de 70 micromètres sur 50 micromètres, portant un éperon latéral minuscule, qui sont éliminés avec les selles comme ceux de S. mansoni. Le cycle, semblable à ceux de S. mansoni et S. intercalatum, comporte comme hôte intermédiaire un mollusque amphibie (oncomélania).

En fait, beaucoup de femelles s'égarent dans l'organisme et leurs pontes erratiques s'accumulent, en impasse biologique, dans les organes pleins et s'y calcifient.

## Clinique
Sur le plan clinique, la bilharziose sino-japonaise s'individualise à plusieurs titres et ceci dès l'infestation qui est nettement marquée, avec érythème très prurigineux et volontiers eczématisé (le kaburé).
À début très précoce, dès le 2e ou 3e jour, la période d'invasion, également très marquée, avec tableau pseudo-typhoïdique et confusion mentale, est souvent isolée sous le nom de
maladie de Katayama.
L'hépatomégalie puis la splénomégalie dominent la période d'état : largement débordant, sensible, dur, bosselé, le gros foie scléreux peut se maintenir des années sans empêcher la réinsertion socio-professionnelle du malade ; de même, la rate, volumineuse, sensible et dure, peut longtemps constituer une simple gêne.
La décompensation est cependant la règle, l'évolution se faisant vers la cirrhose atrophique avec hypertension portale et hypersplénisme, prenant l'aspect d'un syndrome de Banti de pronostic très sombre.

L'anémie est constante à 2 millions ou moins de globules rouges / mm3 tandis que l'hémoglobine tombe à moins de 7 g / 100 ml. L'éosinophilie ne chute que lentement.

La phase intestinale, semblable à celle de la bilharziose de S. mansoni, reste au deuxième plan et n'apparait que dans les infestations massives.

## Diagnostic
La découverte des œufs dans les selles, tardive et difficile (confusions fréquentes avec d'autres verminoses), est rarement la méthode efficace. 
Les diagnostics sérologiques, à condition d'utiliser des antigènes spécifiques, sont ici des méthodes de choix, le sérum de ces malades étant très riche en anticorps.

## Traitement (1980)
Il est assez décevant, sauf dans les premiers stades, avant l'installation des lésions scléro-cirrhotiques irréversibles.

Au début, le nitrothiamidazole sera utilisé. Plus tard, la chirurgie (anastomose porto-cave) pourra soulager les troubles dus à l'hypertension portale.